# Alexander Jewgenjewitsch Kobrin

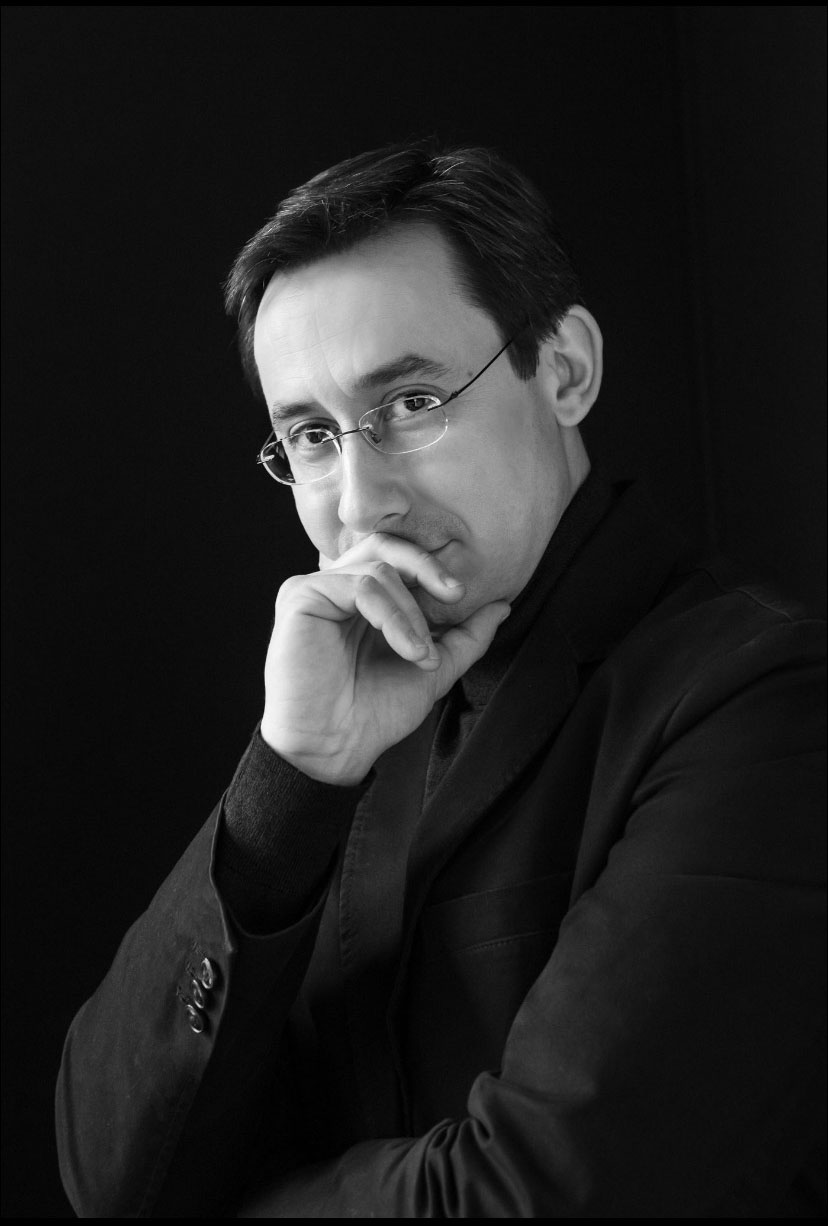
Alexander Jewgenjewitsch Kobrin

Alexander Jewgenjewitsch Kobrin (russisch Александр Евгеньевич Кобрин; * 20. März 1980 in Moskau) ist ein russischer Pianist und Hochschullehrer.

## Leben
Kobrin begann im Alter von fünf Jahren mit dem Musikstudium am Gnessin-Institut Moskau. Dort war seine Lehrerin die Pianistin Tatiana Zelikman. Mit 18 Jahren schrieb er sich am Moskauer Konservatorium ein und wurde Schüler von Lew Nikolajewitsch Naumow. Am Moskauer Konservatorium graduierte Kobrin.
Als Jugendlicher gewann Kobrin verschiedene Wettbewerbe, als 18-Jähriger den Scottish International Piano Competition. 1999 erhielt er den ersten Preis beim Internationalen Klavierwettbewerb Ferruccio Busoni, nachdem mehrere Jahre lang kein erster Preis vergeben worden war. 2000 belegte er den dritten Platz beim Internationalen Chopin-Wettbewerb in Warschau, nach dem Preisträger Li Yundi. Bei der
Hamamatsu International Piano Competition im gleichen Jahr belegte er den zweiten Platz, ein erster Platz wurde nicht vergeben. 2005 war er Gewinner der Goldmedaille bei der Van Cliburn International Piano Competition.
Kobrin war bis 2009 Lehrer am Gnessin-Institut in Moskau, seit 2011 lehrt er an der Schwob School of Music, an der Columbus State University in Columbus (Georgia).

## Musikalisches Wirken
Kobrin hat  Konzerte in Europa, Amerika und Asien gegeben und unter anderem mit dem Orchestre de la Suisse Romande, dem English Chamber Orchestra und 2011 mit dem polnischen Beethoven Academy Orchestra unter Michał Klauza. Sein großes Interesse gilt der Musik der klassischen Zeit und der Romantik.

## Diskografie
- 2005: Alexander Kobrin, Gold Medalist. 12th Van Cliburn International Piano Competition, Harmonia Mundi France, Arles, Frankreich